# Enric Barbat
Enric Barbat i Botey (Barcelona, 28 de abril de 1943 - Menorca, 11 de diciembre de 2011) fue un cantante, intérprete y compositor español principalmente en lengua catalana integrado en el movimiento de la Nova Cançó conocido artísticamente como Enric Barbat, fue el sexto miembro de Els Setze Jutges.

## Trayectoria artística
Enric Barbat se integra en Els Setze Jutges en 1963 -en un recital celebrado en la Facultad de Derecho de Barcelona- con unas primeras canciones de clara influencia brasseniana, que graba en su primer EP (1964) con las canciones: "El gamberret", "El cementiri del Sud-Oest", "Pel caminet de la plaça del poble", "Ara que estic sol", y en el segundo (1965) con las canciones: "Snack-bar", "Jo no sóc cartaginès", "Dimarts i tretze", "Polítics de saló" (tema grabado en el LP colectivo "Audiència pública" en 1966).
Su tercer EP (1967) conrtiene canciones de sátira costumbista y de brillantes juegos lingüísticos ("L'endemà", "El melic"...).
En 1968 publica su último EP, con tres canciones donde volvemos a encontrar sátira social "El malalt", el brassenismo militante "El vi" y la canción de temática cívica y social "El qui vénen", tema sobre la inmigración y escrito por el poeta Joan Margarit.
Después de algunos discos sencillos publicados en 1970, Enric Barbat graba por fin su primer LP Enric Barbat, 1971. De clara influencia de la chanson francesa, incluye nuevas versiones de algún tema ya conocido a través de los discos anteriores "No fa gaires anys", muchas canciones de temática amorosa centradas casi siempre en el desencanto y el adiós "Un jorn de maig", "Anna"..., un tema satírico "Edicte" y una canción en la que Barbat observa Barcelona desde la perspectiva del pequeño objeto que le inspira el título.
En 1972, Enric Barbat traduce al catalán una serie de tangos que interpreta con Guillermina Motta en un espectáculo dirigido por Mario Gas. Estos tangos dan pie a un buen disco de nombre Tango, 1972, reeditado en CD en 1998 y a una película.
En 1973, Editorial Lumen pública Cançons de la p... vida, un libro que recoge muchos textos de canciones de Enric Barbat. A partir de ese momento, decepcionado por el mundo de la canción, se aleja de las actuaciones públicas y se va a vivir a Menorca, dedicado a su oficio de aparejador, y vuelve sólo de vez en cuando a la actividad artística.
En 1976, Barbat publica un segundo LP Núvols de setembre con ocho temas repletos de elementos surrealistas "I love you", "Vol de perdiu", "Elefantiasi"... y una vieja canción irónica sobre la condición humana "El més fals dels animals". El año siguiente graba un único álbum en castellano de título Rh+ y no vuelve a hacerse oír hasta 1983 con un último disco titulado Quatre (4) formado por cuatro largos temas "Matinada", "Migdia", "Capvespre" y "Nit" de texto metafísico.
En 1996, Joan Manuel Serrat graba una versión de su canción "El melic" (El ombligo) para su disco Banda sonora d'un temps, d'un país. 
En 2005 y con el nombre de Barbat edita un nuevo disco que lleva por título Camins privats. Más de veinte años después de su último disco Quatre, publicado por Phillips en 1983, el exintegrante de Els Setze Jutges Enric Barbat vuelve con diez canciones que dan buena muestra de la capacidad literaria del autor, contiene algunos de los temas que ya se conocía de anteriores discos como "Amic Enric", "El més fals dels animals"..., otros descubiertos en su libro de letras Cançons de la p... vida, publicado por Editorial Lumen en 1973 y tres totalmente inéditos: "Drapaire del temps", "Tendresa" y "Lluny de casa (so long Bob)". Un trabajo que no se dirige a la nostalgia y que puede hacer descubrir a Barbat a los que no lo conocían o no lo recordaban. 
El 13 de abril de 2007, junto con el resto de componentes de Els Setze Jutges recibió la Medalla de Honor del Parlamento de Cataluña, en reconocimiento por su labor en favor de la cultura y la lengua catalana durante la dictadura. Posteriormente, Barbat autoedita sus dos últimos discos: El sac del nòmada en 2007 y Camí de tornada en 2010.
Enric Barbat falleció en San Luis, Menorca, localidad en la que residía, el 11 de diciembre de 2011.

## Discografía
- Camí de tornada (2010)
- El sac del nòmada (2007)
- Camins privats (2005)
- Quatre (1983)
- Rh+ (1977)
- Núvols de setembre (1976)
- Disc negre (1972)
- Tango (con Guillermina Motta) (1972)
- Disc de la teulada (1971)
- Disc de l’escala (EP, 1970)
- Disc de la cara (EP, 1970)
- Disc del sofà (EP, 1968)
- Disc de gràcia (EP, 1967)
- Disc de la pipa (EP, 1965)
- Disc groc (EP, 1964)